# Médaille pour service militaire à l'Ukraine
La médaille pour service militaire à l'Ukraine (en ukrainien : Медаль «За військову службу Україні») est une distinction instituée en 1996.